# Dilophotes atricollis
Dilophotes atricollis là một loài bọ cánh cứng trong họ Lycidae. Loài này được Pic miêu tả khoa học năm 1926.